# Orobanche owerinii
Orobanche owerinii är en snyltrotsväxtart som först beskrevs av Günther von Mannagetta und Lërchenau Beck, och fick sitt nu gällande namn av Günther von Mannagetta und Lërchenau Beck. Orobanche owerinii ingår i släktet snyltrötter, och familjen snyltrotsväxter. Inga underarter finns listade i Catalogue of Life.